# 北側用水路

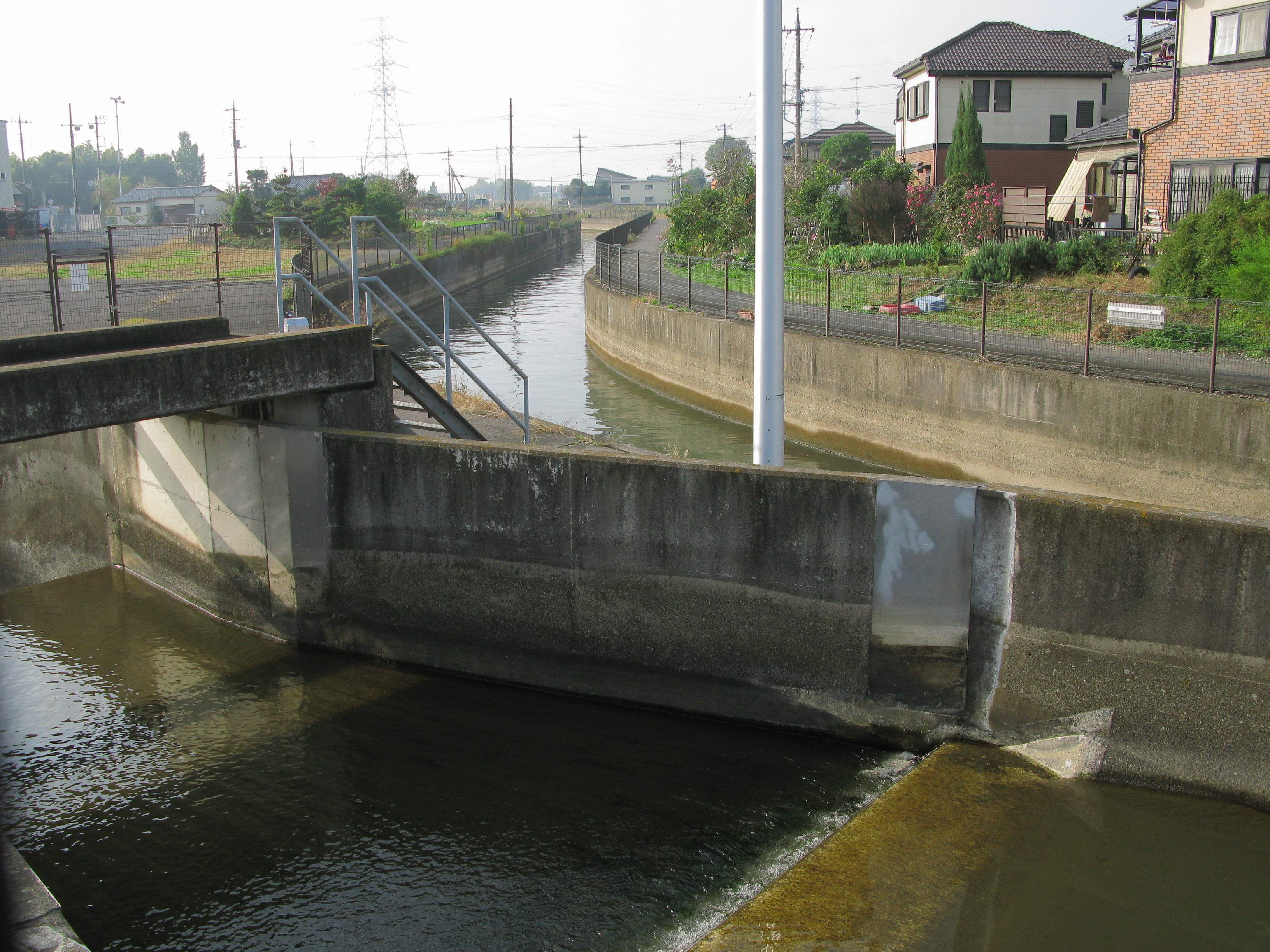
葛西用水路（奥）との分水点

北側用水路（きたがわようすいろ）は、埼玉県加須市・久喜市・幸手市を流れる農業用水路である。北側用排水路（きたがわようはいすいろ）とも称される。

## 概要
埼玉県加須市川口の葛西用水路より分水し、主として中川の南側を沿うように流下し、中川南側の水田地域を灌漑する。幸手市内国府間・北2丁目・北3丁目の境界にて北より流下してくる権現堂川用水路と合流し、北側用水路は終点となる。

## 流路
- 水源：葛西用水路
- 起点：埼玉県加須市川口
- 埼玉県加須市川口にて葛西用水路より分水し、中川の南方に沿い南東へ流れる。
- 久喜市八甫（北側）と鷲宮（南側）の間を東へ流下する。
- 宝泉寺池の北方を流下し、埼玉県道3号さいたま栗橋線を東へ横断する。
- 八甫1丁目（北側）と八甫（南側）の間を東へ流れる。
- 東北本線を東へ横断する。
- 八甫2丁目（北側）と八甫・八甫4丁目（南側）の境界を東へ流下する。
- 久喜市立鷲宮東中学校の東側にて南東へ流路を変える。
- 八甫4丁目（西側）と八甫3丁目（東側）の境界を南東へ流れる。
- 埼玉県道152号加須幸手線バイパスを南へ横断する。
- 埼玉県道152号加須幸手線の北側に沿い、八甫3丁目（北側）と八甫5丁目（南側）の境界を南東へ流下する。
- 東北新幹線を東へ横断する。
- 久喜市八甫・幸手市千塚の境界にて埼玉県道152号加須幸手線と離れ、千塚のほぼ中央部（加須幸手線旧道と加須幸手線バイパスの中間）を東へ流下する。
- 円藤内（北側）と千塚（南側）の境界を東へ流下する。
- 埼玉県道316号阿佐間幸手線を東へ横断し、円藤内・松石を南東へ流下する。
- 東武日光線を東へ横断する。
- 内国府間（北側）と北1丁目の境界を南東へ流下する。
- 埼玉県道65号さいたま幸手線・国道4号を東南へ横断する。
- 国道4号橋梁「桜橋」の東側にて北より流下してくる権現堂川用水路へと合流し、北側用水路は終点となる。
- 終点：権現堂川用水路

## 橋梁
- 下川面橋
- 八帆橋
- 宝泉橋（埼玉県道3号さいたま栗橋線）
- めがね橋
- 樋ノ口橋
- 上前谷橋
- 下前谷橋
- 東北本線橋梁
- 内野橋
- 本村橋
- 屋敷裏橋
- 宮裏橋
- 淡間橋
- 八甫平成橋（埼玉県道152号加須幸手線バイパス）
- 新田入口橋
- 新田前橋
- 新田橋
- 八甫橋
- 東北新幹線橋梁
- せん吉橋
- 千塚橋（埼玉県道316号阿佐間幸手線）
- 円松橋
- 名称不明
- 東武日光線橋梁
- 名称不明
- 筋違橋（埼玉県道65号さいたま幸手線）
- 桜橋（国道4号）

## 周辺の施設
- 宝泉寺池
- 高須賀池
- みゆき園フィッシングセンター
- 第一浄水場
- 権現堂公園
  - 権現堂堤
  - 行幸湖